# Slavica Ćukteraš
Slavica Ćukteraš (en serbe cyrillique : Славица Ћуктераш ; née le 28 janvier 1985 à Šabac) est une chanteuse de pop-folk serbe. Elle est devenue célèbre après sa participation au concours télévisé Zvezde Granda, où elle a terminé à la 6e place.

## Discographie
- 2005 : Nema pravila
- 2006 : Ćiribu, ćiriba
- 2008 : Exclusiva
- 2011 : Nevreme